# Vorsicht Kamera

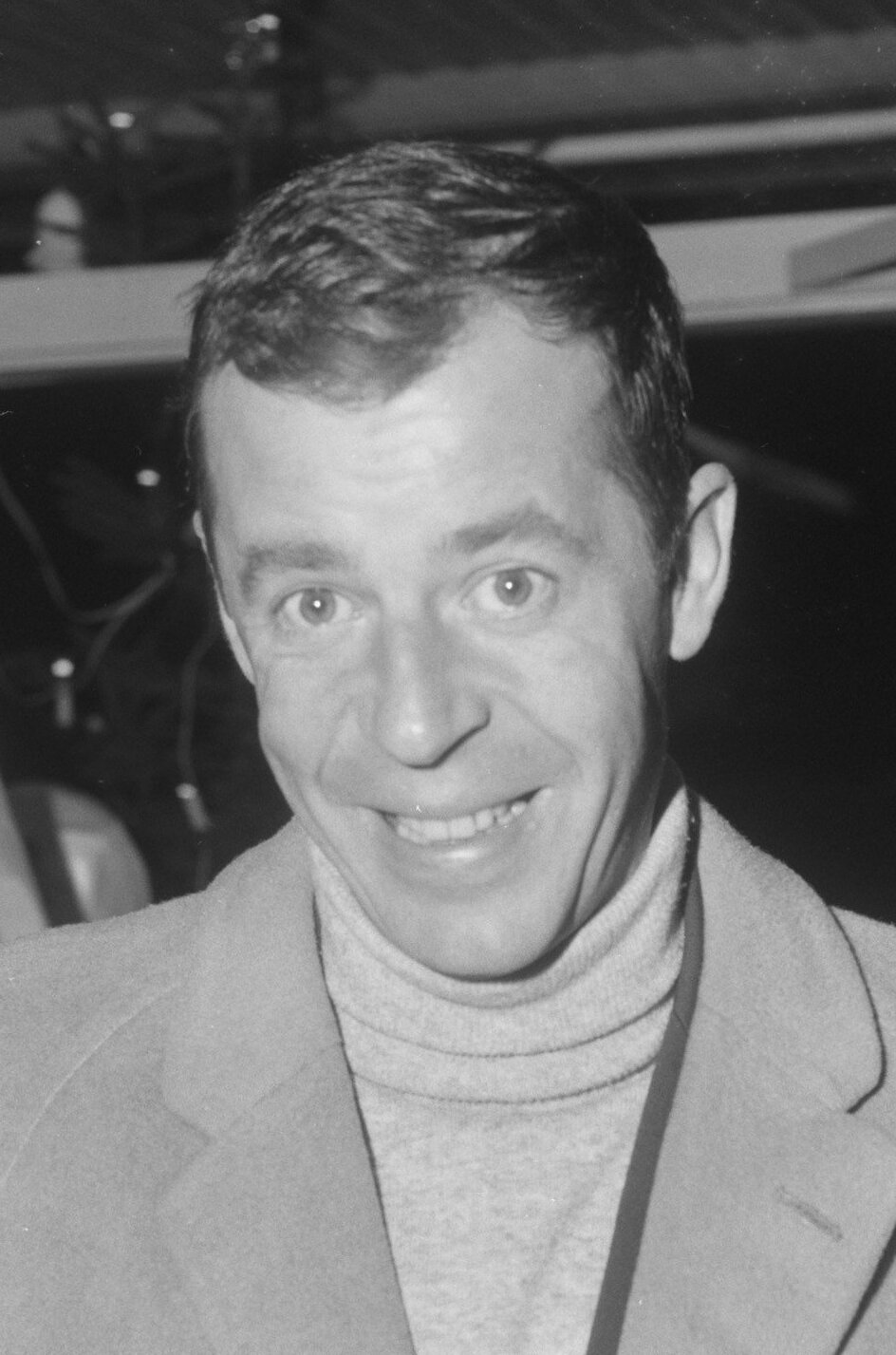
Chris Howland (1965)

 Vorsicht Kamera war eine Fernsehsendung, die zwischen 1961 und 1966 vom Westdeutschen Rundfunk ausgestrahlt wurde. Moderator der 30 Ausgaben war der Brite Chris Howland. Die Sendung gilt als Vorläuferin aller Fernsehsendungen mit versteckter Kamera in Deutschland.

## Geschichte
Die Idee, Menschen in absurden, absichtlich hervorgerufenen Situationen heimlich zu filmen und diese Filme anschließend im Fernsehen zu zeigen, stammte vom amerikanischen Entertainer Allen Funt, der in den USA schon seit 1948 eine gleichartige Sendung mit dem Titel Candid Camera im Fernsehen präsentierte. Auf eigenes Risiko hatte Chris Howland die Rechte an dieser Fernsehsendung erworben. Er produzierte die deutsche Ausgabe, die zu Beginn im Untertitel „Beobachtungen von und mit Chris Howland“ hieß, mit seinem Kollegen Helli Pagel als Regisseur und Lockvogel. Die erste Ausgabe war ein Pilot im ARD-Versuchsprogramm. Die einzelnen Folgen dauerten 30 Minuten.
„Trotz der noch klobigen, schwer zu verbergenden Kamera und schlechten Mikrofonen gelingt es den beiden Spaßvögeln, nichts ahnende Passanten in unglaubliche Situationen zu locken und mit absurd-komischen Dialogen aufs Glatteis zu führen“, schrieb der WDR im Jahr 2011. Geradezu legendär wurden die Episoden um den Münchener Taxifahrer, dessen orientalischer Kunde die Fahrt mit einem Goldbarren bezahlen wollte, die Folge mit der BMW Isetta, die Benzin schluckte wie ein wesentlich größeres Auto (man hatte einen 105-Liter-Tank in den Wagen eingebaut, der eigentlich nur einen 13-Liter-Tank hatte), oder mit dem Mann im Frack, der aus einem Gully kletterte und nach dem Weg zur U-Bahn fragte. Zusätzlichen Witz erhielt die Sendung durch den Moderator Howland, dessen besonderes Kennzeichen sein holpriges Deutsch mit englischem Akzent war. Beim Fernsehpublikum kam die Sendung an: Sie hatte Einschaltquoten von bis zu 60 Prozent und wurde später zu den „Sternstunden des Fernsehens“ gezählt.
Der Filmkritiker Georg Seeßlen schrieb über die Sendung: „Eine kleine Subversion gegen die Moral des Wirtschaftswunders.“ So stellten Howland und Pagel immer wieder die Autoritätshörigkeit der Deutschen auf die Probe, indem sie etwa Ampeln an Spazierwegen in Parks postierten oder Bahnschranken an Stellen, wo sich keine Schienen befanden. Der Spiegel berichtete 1963, dass nur 2 von bis dahin rund 100 „Opfern“ dieser Späße im Nachhinein ihre Zustimmung zur Ausstrahlung nicht geben wollten.
Die Sendung stieß aber auch auf Kritik: Die Intimsphäre der unfreiwilligen Hauptdarsteller werde verletzt, und es handele sich oft um üble Scherze auf Kosten hilfsbereiter Mitmenschen. Erich Mende, Vorsitzender der FDP und Vizekanzler, griff als Mitglied des WDR-Rundfunkrats die Kritik auf und drängte auf Absetzung der Sendung. Später soll er sich allerdings bei Howland entschuldigt haben. Selbst der Rechtsausschuss des Bundestages beschäftigte sich mit den Vorwürfen gegen die Sendung. Mit der offiziellen Begründung, das Publikum reagiere zunehmend gelangweilt und Howland habe keine Ideen mehr, nahm der Sender Vorsicht Kamera 1966 nach 30 Ausgaben aus dem Programm. Kurz darauf erklärte der Bundestag die Sendung für „rechtlich unbedenklich“.
1991 strahlte Sat.1 eine Neuauflage der Sendung mit Chris Howland aus. Die eher harmlosen Streiche aus den früheren Jahren hatten beim Publikum aber ihren Reiz verloren, später kam mit Philipp Gassmann ein neuer Moderator. 
Ende 1997 startete Sat.1 eine große Abendshow mit Fritz Egner unter dem Titel Vorsicht Kamera – Das Original. Bereits seit 1980 lief im Ersten die Sendung Verstehen Sie Spaß?, für die das Konzept der versteckten Kamera von Kurt Felix bis zur Samstagabendshow weiterentwickelt wurde. Felix hatte die versteckte Kamera erstmals 1974 in der Schweizer Sendung Teleboy eingesetzt; diese war nach Howlands Vorsicht Kamera die zweite deutschsprachige Adaption der Candid Camera. Im Ersten gab es 1996 mit Vorsicht Blöff eine weitere Variante diesmal mit Jörg Kachelmann.